# 硫酸钾
硫酸钾（化学式K2SO4）是硫酸根离子与钾离子结合生成的化合物。其固体为无色或白色六方形或斜方晶系结晶或颗粒状粉末。溶于水，不溶于醇、丙酮和二硫化碳。具有苦咸味。

## 用途
硫酸钾在农业上是常用的钾肥，含鉀量約為50%，在台灣俗稱為"白加里"。此外，硫酸鉀在工业上还用于玻璃，染料，香料，医药等。

## 制取
混合硫酸与氢氧化钾可以得到硫酸钾：
{\displaystyle H_{2}SO_{4}+2KOH\rightarrow K_{2}SO_{4}+2H_{2}O}
根据K2SO4溶解度相对较小，可利用氯化钾和硫酸铵的复分解反应制得硫酸钾。

## 拓展阅读
- 刘晓红, 高新愿, 胡海燕,等. 甲醇介质中用硫酸钠制备硫酸钾[J]. 南昌大学学报(工科版), 2017, 39(1):13-15.